# NGC 694
NGC 694 je galaksija u zviježđu Ovan.

## Vanjske poveznice
- SEDS: NGC 0694